# 箭矢鸚竺鯛
箭矢鸚竺鯛，又稱異天竺鯛、箭矢天竺鯛，為輻鰭魚綱鈎頭魚目天竺鯛科鸚竺鯛屬的其中一個種。

## 分布
本魚分布於印度太平洋區，包括模里西斯、塞席爾群島、馬爾地夫、台灣、日本、菲律賓、印尼、澳洲、馬里亞納群島、馬紹爾群島、新幾內亞、新喀里多尼亞、東加、帛琉、馬紹爾群島、薩摩亞群島、索羅門群島、斯里蘭卡、斐濟、吉里巴斯、關島、復活節島、法屬波里尼西亞等海域。

## 深度
水深18至60公尺。

## 特徵
本魚體延長而側扁，眼大，口大略下位。體略透明呈淡紅色，體有一紅棕色的縱帶，從吻部延伸至尾柄，尾柄有一白色斑點，尾鰭凹入且上下葉紅棕色，背鰭硬棘8枚；背鰭軟條8至9枚；臀鰭硬棘2枚；臀鰭軟條8至9枚，體長可達5公分。

## 生態
本魚棲息於水質清澈的珊瑚礁或岩礁區。

## 經濟利用
不具經濟價值。